# Solenispa germaini
Solenispa germaini is een keversoort uit de familie bladkevers (Chrysomelidae). De wetenschappelijke naam van de soort werd in 1926 gepubliceerd door Maurice Pic.